# Dollkeim-Kultur

Baltische Kulturen der Eisenzeit.
Dollkeim-Gruppe
Olsztyn-Gruppe (Galinden)
Sudauer Gruppe (Jatwinger)
Memel-Gruppe (Kuren)
Strichkeramik-Kultur
Milograd-Kultur
Dnjepr-Dwina-Kultur
Pommerellische Gesichtsurnenkultur

Die Dollkeim-Kultur oder Samländisch-natangische Kultur (polnisch Kultura Dollkeim-Kovrovo) war eine archäologische Kulturgruppe der Westbaltischen Kultur der späten Eisenzeit (ungefähr 1.–9. Jahrhundert) im heutigen nordöstlichen Polen und im Samland im Kaliningrader Gebiet.

## Verbreitungsgebiet
Das Fundgebiet der Dollkeim-Kultur entspricht etwa den historischen prußisch besiedelten Gebieten Samland und Natangen, daher auch die Bezeichnung Samländisch-natangische Kultur.
Die Kultur ist benannt nach dem Fundort Dollkeim (ostpreußischer Kreis Fischhausen), (heute Kowrowo/Коврово (Rajon Selenogradsk)).

## Bestattungskultur
Charakteristisch für die Dollkeim-Kultur ist die teilweise Bestattung von verbrannten menschlichen Körpern mit unverbrannten Pferdeskeletten.
Einige Gräber waren reich ausgestattet.

## Wirtschaft
Wichtiges Material war Eisen, besondere Handelsware war offensichtlich Bernstein.
In Gräbern fanden sich u. a. römische Münzen aus der Zeit der Kaiser Domitian, Trajan, Hadrian, Antoninus Pius, Alexander Severus, Gordian III., Glas- und Bernsteinperlen, ein goldener Armreif,  silberne Fibeln, Dolche, Schmaläxte, Sporen, Schnitzmesser, Sicheln, Schnallen, Trensen sowie ein Schleifstein. 

## Siedlungen
Neben den Siedlungen an Flüssen und Seen fanden sich auch umwallte Anlagen auf Bergvorsprüngen und Plateaus.